# Triticum duelongatum
Triticum duelongatum là một loài thực vật có hoa trong họ Hòa thảo. Loài này được Poleva miêu tả khoa học đầu tiên năm 1995.